# 小原正至
小原 正至（おはら せいじ、1980年10月31日 - ）は、日本の映画監督、アニメーション作家、イラストレーター、カメラマン（クラシックバレエを主に撮影）。アニメーションでは主に手書きの手法で制作することが特徴。作品の声優にはスタジオジブリ作品で主役を務めた森山周一郎や島本須美などを迎えている。
短編アニメーション「THE ANCESTOR」が、米国アカデミー賞の公認であるショートショートフィルムフェスティバル2018において、ジャパン部門の優秀賞、東京都知事賞を受賞。「AYESHA」が門真国際映画祭にて大阪府知事賞を受賞する。

## 主な作品
アニメーション
- Concret☆Savanna（2010年）
- 雨と傘と男と女（2013年）
- 檻の中のギング（2014年）
- THE ANCESTOR（2016年）　声：森山周一郎、粟島瑞丸
- AYESHA（2018年）　声：島本須美

短編映画
- 自転
- TERACI
- ブス
- 変態研究所
- 懺悔録（2011年）主演：三波伸介 (2代目)
- MOON PRISM（2012年）
- THE TRUTH（2012年）
- Trash（2012年）
- 木曜日午後8時（2012年） 主演：二代目尾上松也
- UTORA（2013年）出演：HIRO（安田大サーカス）
- なみならぬ想い（洋題：THE TSUNAMI、2013年）出演：クロちゃん（安田大サーカス）
- LANTANA （2020年公開予定）

映画
- ソラトブマチ（2014年） 主演： ケフィ・アブリック
- 時には昔の話を/森山周一郎 声優と呼ばれた俳優（2022年）

TV
- 人形劇「ファンターネ!」（2022年、NHK-Eテレ）オープニングアニメーション

CM
- ドラゴンボール天下一武道祭2017

MV
- 西浦秀樹「1 DAY」(UNIVERSAL MUSIC/2014年)
- 西浦秀樹「背中」(UNIVERSAL MUSIC/2014年)

番組
- ただ女子がご飯を食べるだけの番組（dTV MEN'S NECO,2018年）

展覧会
- 小原正至展（2019年4月13日～4月14日、吉祥寺ココマルシアターにて）

舞台
- ANCESTORS(2023年)脚本